# Olleros (subte de Buenos Aires)
La estación Olleros forma parte de la línea D de la red de subterráneos de la Ciudad de Buenos Aires. Se encuentra localizada debajo de la Avenida Cabildo entre la calle Olleros y la Avenida Federico Lacroze,  en el límite de los barrios de Colegiales y Palermo. 
Posee una tipología subterránea con 2 andenes laterales y dos vías. Posee un vestíbulo intermedio que cumple además de cruce peatonal de la avenida Cabildo, y su acceso es mediante escaleras y cuatro escaleras mecánicas, como así también servicio de Wi-Fi público.

## Historia
Su inauguración se realizó el 31 de mayo de 1997, con la presencia del entonces Jefe de Gobierno de la Ciudad, Fernando de la Rúa. Se estima que el costo de la extensión de la línea y construcción de esta estación superó los 20 millones de dólares. 

## Hitos urbanos
Se encuentran en las cercanías de esta:
- Estación Colegiales
- Embajadas de Pakistán, Croacia, Alemania y Malasia
- Escuela Primaria Común N.º 10 Manuel Lainez
- Escuela Primaria Común N.º 03 Juana Manso
- Hospital Militar Central Cirujano Mayor Dr. Cosme Argerich
- Alianza Francesa de Buenos Aires (sede 11 de septiembre)
- El Solar de la Abadía
- Auditorio Belgrano
- Universidad de Belgrano

## Imágenes

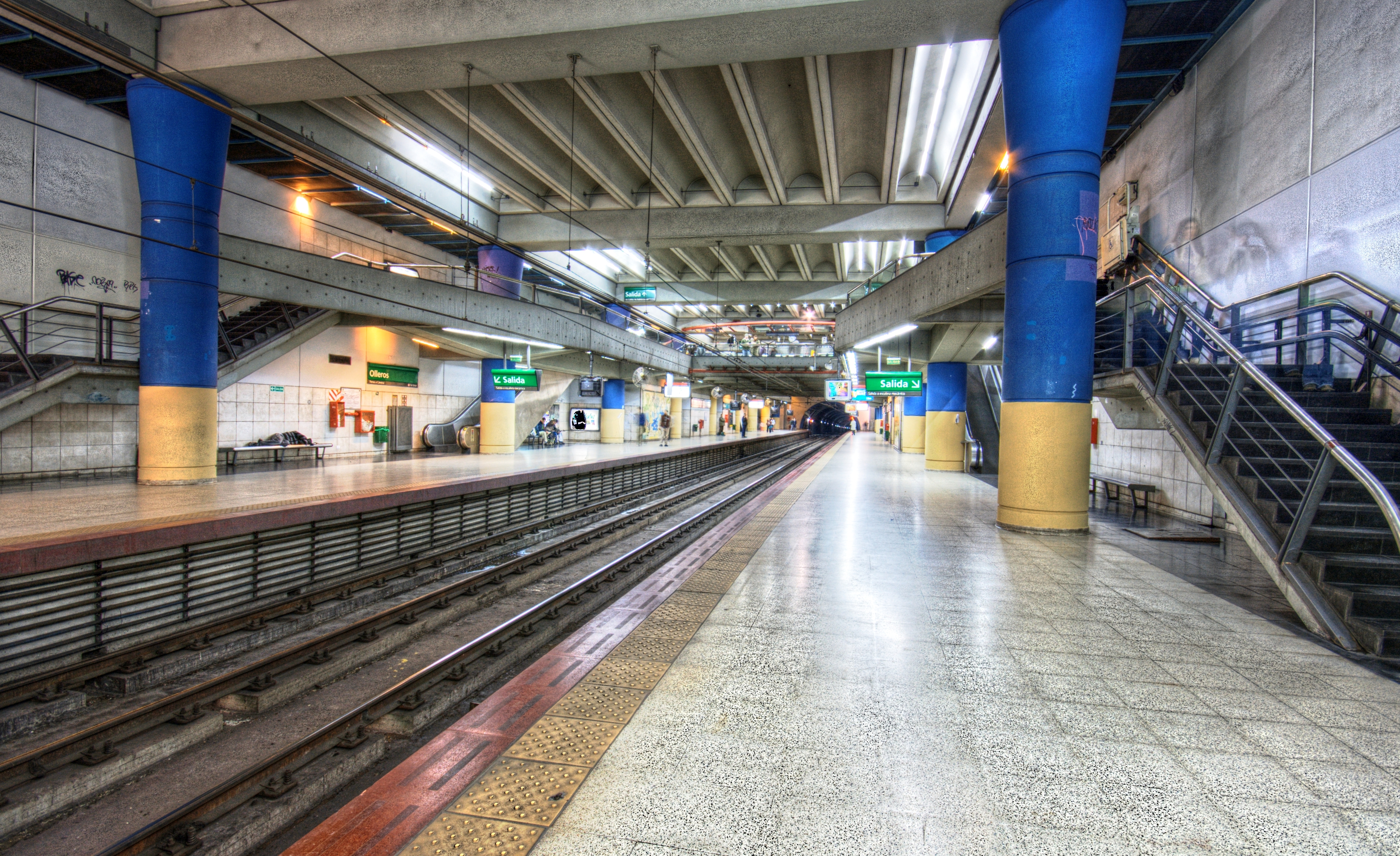
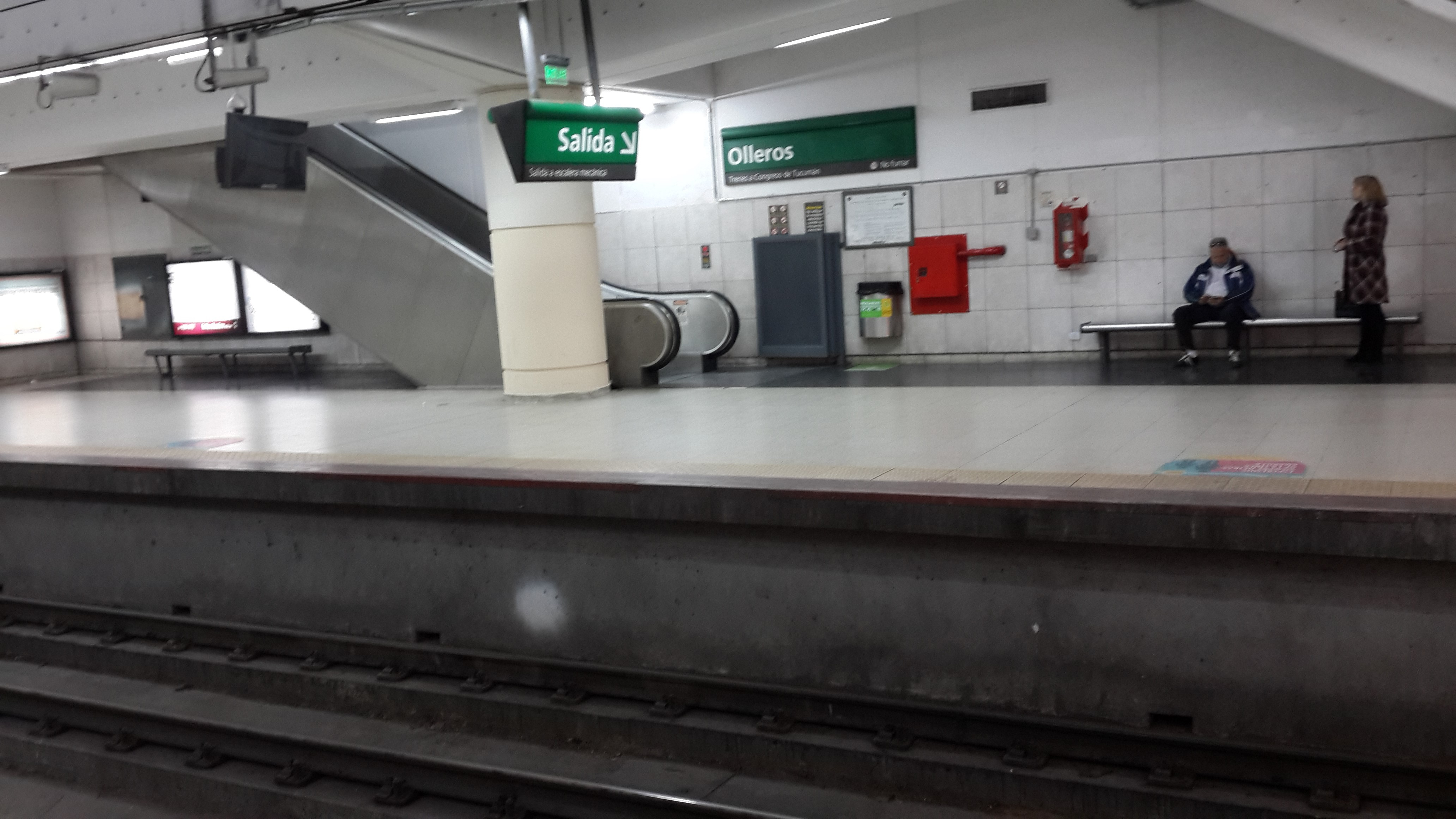
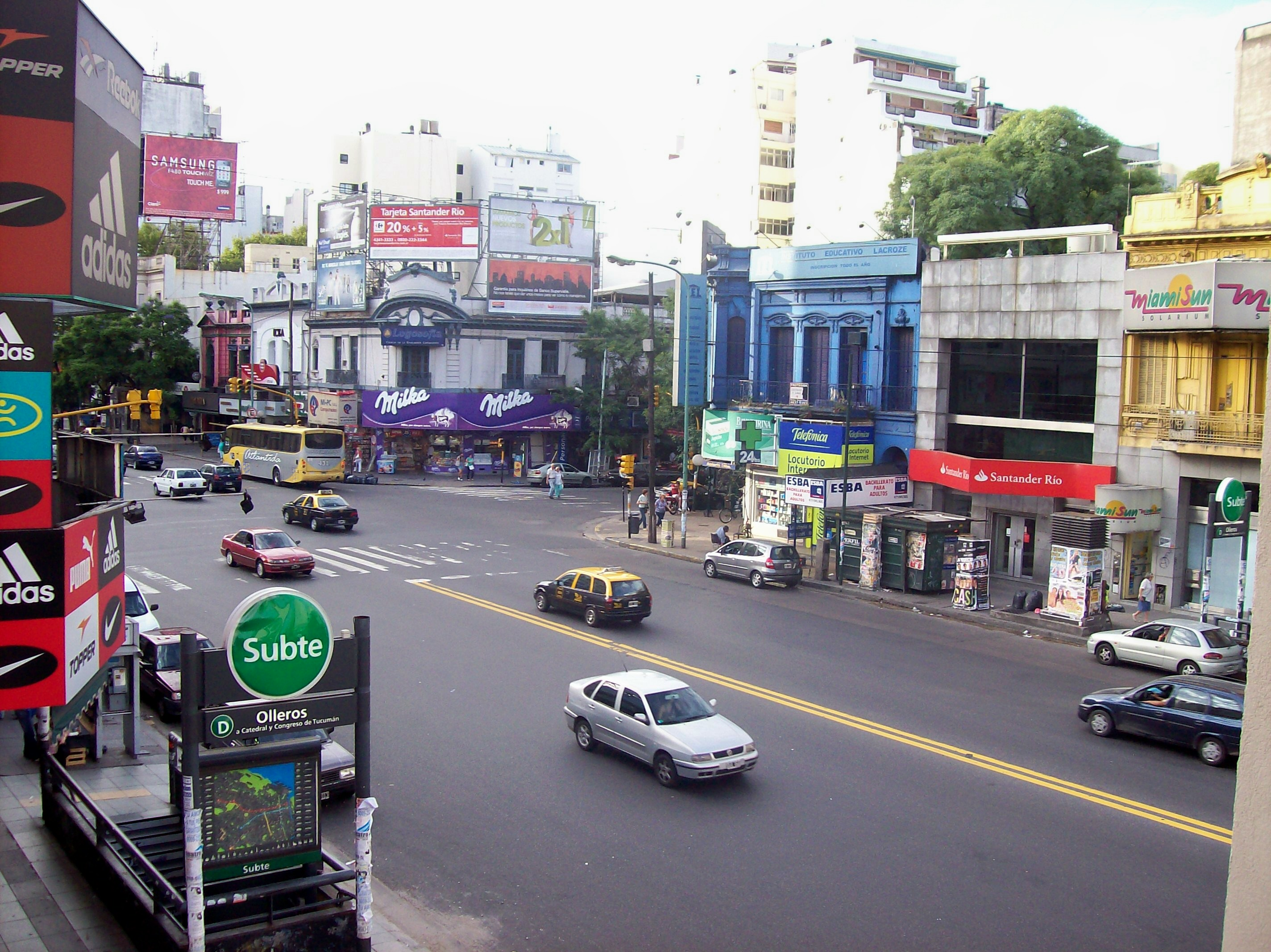
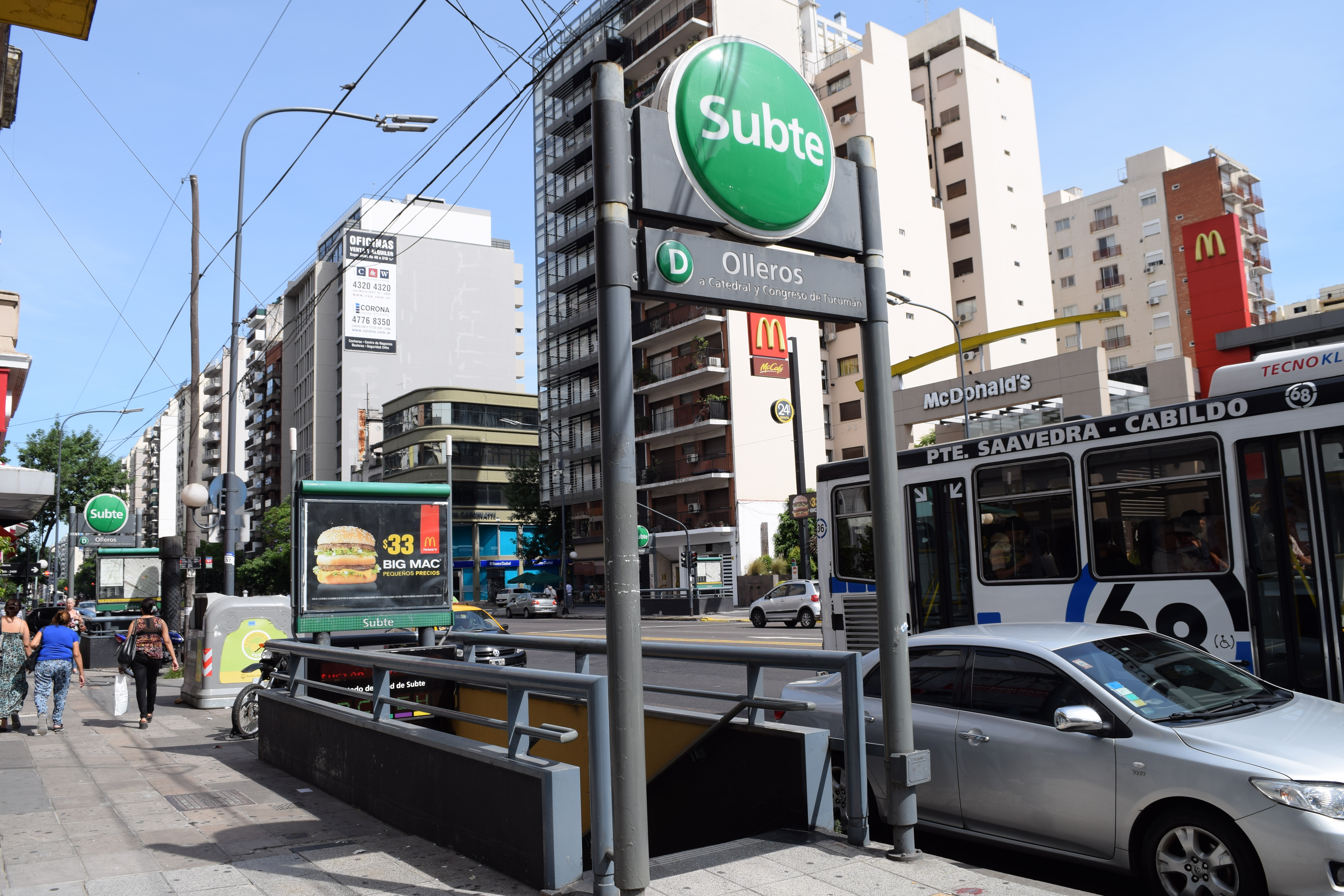